# 京春線
京春線（キョンチュンせん）は、大韓民国・ソウル特別市中浪区の忘憂駅と江原特別自治道春川市の春川駅を結ぶ韓国鉄道公社 (KORAIL) の鉄道路線である。ラインカラーは青緑色（●）。

## 概要
日本統治下の1939年7月20日に、城東 - 春川間の93.5kmが京春鉄道株式会社の路線として開業した。アメリカ軍政期の1946年5月17日に国有化された。
沿線はソウルに近い観光スポットとして人気があり、週末やシーズン中は観光客で混雑する。
1999年より複線電化（電鉄化）工事が行われてきたが、予算不足のため竣工はたびたび延期されてきた。電鉄化は2010年12月21日に完了し、同日付けで全線が首都圏電鉄（広域電鉄）へ組み入れられて電車による運行が開始された。電鉄化に伴い、大半の区間は高架化や直線化が行われ、特にソウル特別市内では大きくルートを変更し、起点が城北駅から中央線の忘憂駅に変更された。直線化やルート変更などにより総距離は大幅に短縮されており、また一部区間ではITX-青春の180km/h運転に対応している。
電鉄化に先立ち、2010年10月21日には退渓院 - 上泉間において新ルートへの切り替えが行われ、ムグンファ号も新ルート経由での運転に変更となり、同列車が廃止される2010年12月20日まで続いた。

## 歴史
- 1939年7月25日 -  京春鉄道として城東 - 春川間が開業[2]。
- 1940年4月1日 - 城山駅が南春川駅に改称。
- 1944年3月31日 - 墨洞信号所を新孔徳駅に改称。
- 1946年5月17日 - 京春鉄道が国有化され京春線となる。
- 1955年7月1日 - 舒川停留所を京江駅に改称。
- 1957年 - 高商前駅廃止。
- 1958年1月1日 - 泰陵駅を花郎台駅に改称。
- 1961年6月20日 - 上色駅廃止。
- 1963年3月5日 - 硯村駅を城北駅に改称。
- 1966年6月1日 - 上色駅再開業[3]。
- 1966年7月23日 - 清平湖畔駅開業[4]。
- 1969年8月17日 - 清平湖畔駅廃止[5]。
- 1970年1月1日 - 月谷駅廃止。
- 1970年10月1日 - 沓内駅開業[6]。
- 1971年10月5日 - 城東 - 城北間を廃止。[7]
- 1974年8月8日 - 上色駅廃止。
- 1974年12月5日 - 沓内駅、衣岩駅 が廃止。
- 1993年7月1日 - 金谷里駅を金谷駅に改称。
- 1999年12月 - 複線電鉄化工事着工。
- 2004年7月1日 - 新孔徳駅の旅客営業を中止。
- 2004年12月1日 - 新南を金裕貞に改称。
- 2005年10月1日 - 複線電鉄化工事に伴い春川駅の営業を休止。列車は南春川止まりとなる。
- 2006年8月31日 - 坪内（当時） - 磨石間を新線へ移設。坪内を坪内好坪へ改称。
- 2006年12月4日 - 花郎台駅が韓国登録文化財第300号に登録される。
- 2009年1月20日 - 磨石 - 大成里間を新線へ移設。
- 2009年9月1日 - 大成里 - 上泉間を新線へ移設。
- 2009年9月25日 - 退渓院駅周辺を高架化された新線へ移設。
- 2010年7月22日 - 退渓院 - 思陵間を新線へ移設。
- 2010年8月6日 - 思陵 - 坪内好坪間を新線へ移設。
- 2010年10月21日 - 退渓院 - 上泉間が複線化。
- 2010年11月18日 - 複線電鉄化工事竣工。上鳳 - 春川間の全線で通勤電車による試運転を開始。
- 2010年12月21日 - 複線電鉄化開業。上鳳 - 春川間で通勤電車による運行を開始。また、同区間で急行の運転を開始。春川駅の営業を再開。京江を移設の上屈峰山に改称。路線の起点を忘憂に変更。城北（現光云大） - 退渓院間の旧線と新孔徳駅、花郎台駅及び、ムグンファ号の運行を廃止。
- 2011年6月30日 - 急行の停車駅に思陵を追加。
- 2011年8月1日 - 平日の急行の停車駅に清平・江村を追加、終日停車化。
- 2012年2月28日 - ITX-青春が運転を開始。急行の運転を廃止。
- 2012年12月15日 - 別内駅が開業。
- 2013年11月4日 - 平日ラッシュ時に忘憂線を経由して光云大までの運行を開始。
- 2013年11月30日 - 天摩山駅が開業。
- 2013年12月28日 - 新内駅が開業。
- 2016年9月26日 - 一部列車の清凉里駅への乗り入れを開始。

## 運行形態
2010年12月21日の電鉄化により、全列車が中央線に乗り入れ、上鳳駅 - 春川駅間の全線において、8両編成の電車による一般列車（各駅停車）と急行列車の運行が開始された。ITX-青春を除き、ワンマン運転が実施されている。

### 列車種別
京春線では、都市間準高速列車のITX-青春と一般列車（各駅停車）ならびに急行列車が運転されている。

#### ITX-青春（都市間準高速列車）
ITX-青春は、京元本線の龍山駅（一部中央本線清凉里駅）から京春線の春川駅との間で運行されている、韓国初の都市間準高速列車である。同区間の一部の駅にのみ停車する。2012年2月28日のダイヤ改正によって運転が開始された。
ITX-青春には368000系電車が用いられる。全区間が首都圏電鉄の運行区間に含まれるが、首都圏電鉄とは異なる運賃体系が適用されている。

#### 一般列車（各駅停車）
電鉄化された2010年12月21日に運転を開始した。京春線内の全ての駅に停車する。
全区間の所要時間は概ね79分である。
2013年11月4日より一部列車（朝・夜各1往復）が忘憂線を経由して光云大駅までの運行を開始した。なお、首都圏電鉄の運賃計算上は、上鳳駅 - 光云大駅間は経路に含まれず、それ以外の路線を使用した最短経路で計算される。
2016年9月26日より、一部列車において京義・中央線清凉里駅までの直通運転を開始した。

#### 急行列車
電鉄化された2010年12月21日に運転を開始した。
運転開始当初の停車駅は、上鳳駅・退渓院駅・坪内好坪駅・磨石駅・清平駅*・加平駅・江村駅*・南春川駅・春川駅（*は土休日ダイヤに限り停車）で、2011年6月20日には思陵駅が停車駅に追加された。
日中は毎時1本運転、全区間の所要時間は概ね63分（土休日は68分）であり、平日朝に運転される一部の上り列車では、磨石駅、加平駅で緩急接続を行っていた。
2012年2月28日のダイヤ改正で「ITX-青春」が運転を開始したことに伴い、2月27日の運転を最後に廃止された。
2017年1月31日より、平日に限り「ITX-青春」の一部列車を廃止し、その代替として急行列車の運行を復活。運行は平日上り2本、下り3本である。

### 過去にあった列車種別

#### ムグンファ号
単線・非電化時代に1時間あたり1～2本（朝50分間隔、その他60 - 75分間隔）運行されていたが、電化により廃止された。
全て機関車牽引の客車による運行だったが、一時期は5両 (DEC) または4両編成 (NDC) のディーゼルカーによる運行や、セマウル号客車（ステンレス車）を使用した全特室（グリーン車相当）列車も運行していた。

## 車両
- 361000系電車 - 一般列車用
- 368000系電車 - 「ITX-青春」用

## 駅一覧
- ●：全列車停車、▲：一部列車停車

### 本線
| 駅番号                                     | 駅名                                       | 駅名                                       | 駅名                                       | 駅間キロ (km)                              | 累計キロ (km)                              | 駅 等級                                    | 駅種別                                     | I T X \| 青 春                             | 急行                                       | 接続路線                                                                          | 接続路線                                   | 接続路線 | 所在地                                     | 所在地                                     | 線籍上の路線名                             |
| 駅番号                                     | 日本語                                     | ハングル                                   | 英語                                       | 駅間キロ (km)                              | 累計キロ (km)                              | 駅 等級                                    | 駅種別                                     | I T X \| 青 春                             | 急行                                       | 接続路線                                                                          | 接続路線                                   | 接続路線 | 所在地                                     | 所在地                                     | 線籍上の路線名                             |
| ITX-青春の一部は京元本線龍山駅まで直通運転 | ITX-青春の一部は京元本線龍山駅まで直通運転 | ITX-青春の一部は京元本線龍山駅まで直通運転 | ITX-青春の一部は京元本線龍山駅まで直通運転 | ITX-青春の一部は京元本線龍山駅まで直通運転 | ITX-青春の一部は京元本線龍山駅まで直通運転 | ITX-青春の一部は京元本線龍山駅まで直通運転 | ITX-青春の一部は京元本線龍山駅まで直通運転 | ITX-青春の一部は京元本線龍山駅まで直通運転 | ITX-青春の一部は京元本線龍山駅まで直通運転 | ITX-青春の一部は京元本線龍山駅まで直通運転                                        | ITX-青春の一部は京元本線龍山駅まで直通運転 | ITX-青春の一部は京元本線龍山駅まで直通運転 | ITX-青春の一部は京元本線龍山駅まで直通運転 | ITX-青春の一部は京元本線龍山駅まで直通運転 | ITX-青春の一部は京元本線龍山駅まで直通運転 |
| ------------------------------------------ | ------------------------------------------ | ------------------------------------------ | ------------------------------------------ | ------------------------------------------ | ------------------------------------------ | ------------------------------------------ | ------------------------------------------ | ------------------------------------------ | ------------------------------------------ | --------------------------------------------------------------------------------- | ------------------------------------------ | --- | ------------------------------------------ | ------------------------------------------ | ------------------------------------------ |
| K117                                       | 清凉里駅                                   | 청량리역                                   | Cheongnyangni                              | -                                          | -4.6                                       | 1級                                        | グループ代表駅                             | ●                                          | ●                                          |                                                                                   | 京義・中央線 供用区間                      | 韓国鉄道公社：中央本線（一般旅客列車）・京元本線（一般旅客列車）・ 京義・中央線・ 1号線（京元電鉄線） (124)・ 水仁・盆唐線 (K209) · ソウル交通公社： 1号線（地下鉄1号線） (124) | ソウル特別市                               | 東大門区                                   | 中央本線                                   |
| K118                                       | 回基駅                                     | 회기역                                     | Hoegi                                      | 1.4                                        | -3.2                                       | 3級                                        | 運転簡易駅                                 | \|                                         | ●                                          | 韓国鉄道公社： 1号線（京元電鉄線） (123)                                          | 京義・中央線 供用区間                      | | ソウル特別市                               | 東大門区                                   | 中央本線                                   |
| K119                                       | 中浪駅                                     | 중랑역                                     | Jungnang                                   | 1.8                                        | -1.4                                       | 2級                                        | 乙種代売所                                 | \|                                         | \|                                         |                                                                                   | 京義・中央線 供用区間                      | | ソウル特別市                               | 東大門区                                   | 中央本線                                   |
| K120                                       | 上鳳駅                                     | 상봉역                                     | Sangbong                                   | 0.8                                        | -0.6                                       | 配置簡易駅                                 | 配置簡易駅                                 | ▲                                          | ●                                          | 韓国鉄道公社： 京春線（光云大方面）・ 京義・中央線 · ソウル交通公社： 7号線 (720) | 京義・中央線 供用区間                      | 中浪区 | ソウル特別市                               |                                            | 中央本線                                   |
| K121                                       | 忘憂駅                                     | 망우역                                     | Mangu                                      | 0.6                                        | 0.0                                        | 2級                                        | 管理駅                                     | \|                                         | \|                                         | 韓国鉄道公社： 京義・中央線                                                       | 韓国鉄道公社： 京義・中央線                | 韓国鉄道公社： 京義・中央線 | ソウル特別市                               |                                            | 中央本線                                   |
| K121                                       | 忘憂駅                                     | 망우역                                     | Mangu                                      | 0.6                                        | 0.0                                        | 2級                                        | 管理駅                                     | \|                                         | \|                                         | 韓国鉄道公社： 京義・中央線                                                       | 韓国鉄道公社： 京義・中央線                | 韓国鉄道公社： 京義・中央線 | ソウル特別市                               | 京春線                                     |                                            |
| P122                                       | 新内駅                                     | 신내역                                     | Sinnae                                     | 2.1                                        | 2.1                                        |                                            |                                            | \|                                         | \|                                         | ソウル交通公社： 6号線 (648)                                                      | ソウル交通公社： 6号線 (648)               | ソウル交通公社： 6号線 (648) | ソウル特別市                               |                                            |                                            |
| P123                                       | 葛梅駅 (三育大)                            | 갈매역 (삼육대)                            | Galmae (Sahmyook Univ.)                    | 2.6                                        | 4.7                                        | 無配置簡易駅                               | 無配置簡易駅                               | \|                                         | \|                                         |                                                                                   |                                            | | 京畿道                                     | 九里市                                     |                                            |
| P124                                       | 別内駅                                     | 별내역                                     | Byeollae                                   | 1.4                                        | 6.1                                        |                                            |                                            | \|                                         | \|                                         | ソウル交通公社： 8号線 (804) （接続予定）                                         | ソウル交通公社： 8号線 (804) （接続予定）  | ソウル交通公社： 8号線 (804) （接続予定） | 京畿道                                     | 南楊州市                                   |                                            |
| P125                                       | 退渓院駅                                   | 퇴계원역                                   | Toegyewon                                  | 1.6                                        | 7.7                                        | 3級                                        | 普通駅                                     | ▲                                          | ●                                          |                                                                                   |                                            | | 京畿道                                     | 南楊州市                                   |                                            |
| P126                                       | 思陵駅                                     | 사릉역                                     | Sareung                                    | 3.3                                        | 11.0                                       | 配置簡易駅                                 | 配置簡易駅                                 | ▲                                          | ●                                          |                                                                                   |                                            | | 京畿道                                     | 南楊州市                                   |                                            |
| P127                                       | 金谷駅                                     | 금곡역                                     | Geumgok                                    | 3.6                                        | 14.6                                       | 3級                                        | 無配置簡易駅                               | \|                                         | \|                                         |                                                                                   |                                            | | 京畿道                                     | 南楊州市                                   |                                            |
| P128                                       | 坪内好坪駅                                 | 평내호평역                                 | Pyeongnae-Hopyeong                         | 4.0                                        | 18.6                                       | 普通駅                                     | 普通駅                                     | ▲                                          | ●                                          |                                                                                   |                                            | | 京畿道                                     | 南楊州市                                   |                                            |
| P129                                       | 天摩山駅                                   | 천마산역                                   | Cheonmasan                                 | 4.2                                        | 22.8                                       |                                            |                                            | \|                                         | \|                                         |                                                                                   |                                            | | 京畿道                                     | 南楊州市                                   |                                            |
| P130                                       | 磨石駅                                     | 마석역                                     | Maseok                                     | 2.2                                        | 25.0                                       | 3級                                        | 配置簡易駅                                 | ▲                                          | ●                                          |                                                                                   |                                            | | 京畿道                                     | 南楊州市                                   |                                            |
| P131                                       | 大成里駅                                   | 대성리역                                   | Daeseong-ri                                | 7.4                                        | 32.4                                       | 3級                                        | 無配置簡易駅                               | \|                                         | \|                                         |                                                                                   |                                            | | 京畿道                                     | 加平郡                                     |                                            |
| P132                                       | 清平駅                                     | 청평역                                     | Cheongpyeong                               | 7.5                                        | 39.9                                       | 3級                                        | 配置簡易駅                                 | ▲                                          | ●                                          |                                                                                   |                                            | | 京畿道                                     | 加平郡                                     |                                            |
| P133                                       | 上泉駅 (虎鳴湖水)                          | 상천역 (호명호수)                          | Sangcheon (Homyeonghosu)                   | 4.8                                        | 44.7                                       | 無配置簡易駅                               | 無配置簡易駅                               | \|                                         | \|                                         |                                                                                   |                                            | | 京畿道                                     | 加平郡                                     |                                            |
| P134                                       | 加平駅 (チャラ島・南怡島)                  | 가평역 (자라섬·남이섬)                     | Gapyeong (Jaraseom, Namiseom)              | 7.1                                        | 51.8                                       | 3級                                        | 管理駅                                     | ●                                          | ●                                          |                                                                                   |                                            | | 京畿道                                     | 加平郡                                     |                                            |
| P135                                       | 屈峰山駅 (ジェイドガーデン)                | 굴봉산역 (제이드가든)                      | Gulbongsan (Jade Garden)                   | 4.7                                        | 56.5                                       | 3級                                        | 無配置簡易駅                               | \|                                         | \|                                         |                                                                                   |                                            | | 江原特別自治道 春川市                      | 江原特別自治道 春川市                      |                                            |
| P136                                       | 白楊里駅 (エリシアン江村)                  | 백양리역 (엘리시안강촌)                    | Baegyang-ri (Elysian Gangchon)             | 2.9                                        | 59.4                                       | 無配置簡易駅                               | 無配置簡易駅                               | \|                                         | \|                                         |                                                                                   |                                            | | 江原特別自治道 春川市                      | 江原特別自治道 春川市                      |                                            |
| P137                                       | 江村駅                                     | 강촌역                                     | Gangchon                                   | 5.3                                        | 64.7                                       | 3級                                        | 配置簡易駅                                 | ▲                                          | ●                                          |                                                                                   |                                            | | 江原特別自治道 春川市                      | 江原特別自治道 春川市                      |                                            |
| P138                                       | 金裕貞駅                                   | 김유정역                                   | Gimyujeong                                 | 7.4                                        | 72.1                                       | 3級                                        | 配置簡易駅                                 | \|                                         | \|                                         |                                                                                   |                                            | | 江原特別自治道 春川市                      | 江原特別自治道 春川市                      |                                            |
| P139                                       | 南春川駅 (江原大)                          | 남춘천역 (강원대)                          | Namchuncheon (Kangwon Nat'l Univ.)         | 5.9                                        | 78.0                                       | 2級                                        | 配置簡易駅                                 | ●                                          | ●                                          |                                                                                   |                                            | | 江原特別自治道 春川市                      | 江原特別自治道 春川市                      |                                            |
| P140                                       | 春川駅 (翰林大)                            | 춘천역 (한림대)                            | Chuncheon (Hallym Univ.)                   | 2.7                                        | 80.7                                       | 2級                                        | 管理駅                                     | ●                                          | ●                                          | 韓国鉄道公社：春川束草線（計画中）                                                | 韓国鉄道公社：春川束草線（計画中）         | 韓国鉄道公社：春川束草線（計画中） | 江原特別自治道 春川市                      | 江原特別自治道 春川市                      |                                            |

### 忘憂線経由
- 1日往復2回運行する。

| 駅番号                           | 駅名     | 駅名     | 駅名            | 駅間キロ (km) | 累計キロ (km) | 駅 等級    | 駅種別     | 接続路線                                                                    | 所在地       | 所在地 |
| 駅番号                           | 日本語   | ハングル | 英語            | 駅間キロ (km) | 累計キロ (km) | 駅 等級    | 駅種別     | 接続路線                                                                    | 所在地       | 所在地 |
| -------------------------------- | -------- | -------- | --------------- | ------------- | ------------- | ---------- | ---------- | --------------------------------------------------------------------------- | ------------ | ------ |
| 119                              | 光云大駅 | 광운대역 | Kwangwoon Univ. | 0.0           | -4.9          | 3級        | 管理駅     | 韓国鉄道公社： 1号線（京元電鉄線） (119)                                    | ソウル特別市 | 芦原区 |
| K120                             | 上鳳駅   | 상봉역   | Sangbong        | 4.3           | -0.6          | 配置簡易駅 | 配置簡易駅 | 韓国鉄道公社： 京春線（本線）・ 京義・中央線 · ソウル交通公社： 7号線 (720) | ソウル特別市 | 中浪区 |
| 京春線（本線）春川駅まで直通運転 |          |          |                 |               |               |            |            |                                                                             |              |        |

### 2010年12月21日廃止区間
清凉里駅 (-5.5km) (京元本線) - 城北駅 (0.0km) - 新孔徳駅 (2.1km) - 花郎台駅 (4.4km) - 退渓院駅 (9.8km)